# Ctenus pogonias
Ctenus pogonias là một loài nhện trong họ Ctenidae.
Loài này thuộc chi Ctenus. Ctenus pogonias được Tord Tamerlan Teodor Thorell miêu tả năm 1899.